# Mosselplaat
De Mosselplaat is een onbewoond eiland gelegen in het Veerse Meer in de Nederlandse provincie Zeeland. Het eiland is 5,11 hectare groot en is grotendeels bebost en bestaat daarnaast uit weidegebied. Het is eigendom van de Vereniging Natuurmonumenten. Er zijn twee aanlegsteigers, en twee mini-haventjes.
Mosselplaat is net als de buureilandjes Haringvreter, Goudplaat (geen eiland), Aardbeieneiland en Arneplaat toegankelijk voor bezoekers. De maximum toegestane tijd op een ligplaats of ankerplaats is 24 uur.